# Jocurile Panamericane
Jocurile Panamericane sunt competiții sportive care au loc la fiecare patru ani înaintea Jocurilor Olimpice. Disciplinele sportive și regulile competițiilor fiind aceleași ca la olimpism, ele au însă loc numai în America. Jocurile Panamericane au fost discutate în anul 1940 în parlamentul argentinian, el trebuia să aibă loc pentru prima oară în anul 1942. Planurile au fost zădărnicite de al doilea război mondial. În anul 1951 au loc pentru prima oară în Buenos Aires, iar anii următori jocurile au avut loc în diferite orașe de pe continentul american.
- Jocurile Panamericane din 1951: Buenos Aires, Argentina
- Jocurile Panamericane din 1955: Mexico-City, Mexic
- Jocurile Panamericane din 1959: Chicago, SUA
- Jocurile Panamericane din 1963: São Paulo, Brazilia
- Jocurile Panamericane din 1967: Winnipeg, Canada
- Jocurile Panamericane din 1971: Cali, Columbia
- Jocurile Panamericane din 1975: Mexico-City, Mexic
- Jocurile Panamericane din 1979: San Juan, Puerto Rico
- Jocurile Panamericane din 1983: Caracas, Venezuela
- Jocurile Panamericane din 1987: Indianapolis, SUA
- Jocurile Panamericane din 1991: Havanna, Cuba
- Jocurile Panamericane din 1995: Mar del Plata, Argentina
- Jocurile Panamericane din 1999: Winnipeg, Canada
- Jocurile Panamericane din 2003: Santo Domingo, Republica Dominicană
- Jocurile Panamericane din 2007: Rio de Janeiro, Brazilia
- Jocurile Panamericane din 2011: Guadalajara, Mexic
- Jocurile Panamericane din 2015: Toronto, Canada
- Jocurile Panamericane din 2019: Lima, Peru
- Jocurile Panamericane din 2023: Santiago, Chile
- Jocurile Panamericane din 2027: Lima, Peru

## Clasamentul după numărul de medalii pe țări
| Loc | Țara                             | Aur  | Argint | Bronz | Total |
| --- | -------------------------------- | ---- | ------ | ----- | ----- |
| 1   | SUA                              | 1748 | 1295   | 873   | 3916  |
| 2   | Cuba                             | 781  | 531    | 481   | 1793  |
| 3   | Canada                           | 348  | 547    | 682   | 1577  |
| 4   | Argentina                        | 258  | 279    | 363   | 900   |
| 5   | Brazilia                         | 239  | 283    | 401   | 923   |
| 6   | Mexic                            | 157  | 217    | 409   | 783   |
| 7   | Venezuela                        | 73   | 156    | 224   | 453   |
| 8   | Columbia                         | 57   | 109    | 162   | 328   |
| 9   | Chile                            | 37   | 70     | 108   | 195   |
| 10  | Puerto Rico                      | 21   | 72     | 113   | 206   |
| 11  | Republica Dominicană             | 13   | 37     | 68    | 118   |
| 12  | Jamaica                          | 21   | 33     | 559   | 113   |
| 13  | Uruguay                          | 11   | 21     | 40    | 72    |
| 14  | Ecuador                          | 9    | 9      | 26    | 44    |
| 15  | Trinidad și Tobago               | 8    | 16     | 22    | 46    |
| 16  | Peru                             | 5    | 24     | 50    | 79    |
| 17  | Guatemala                        | 5    | 9      | 27    | 41    |
| 18  | Bahamas                          | 4    | 9      | 6     | 19    |
| 19  | Costa Rica                       | 4    | 6      | 10    | 20    |
| 20  | Surinam                          | 4    | 2      | 5     | 11    |
| 21  | Antilele Olandeze                | 3    | 9      | 15    | 27    |
| 22  | Panama                           | 2    | 19     | 24    | 45    |
| 23  | Guyana                           | 2    | 4      | 10    | 16    |
| 24  | Bermuda                          | 1    | 4      | 3     | 8     |
| 25  | Insulele Virgine Americane       | 0    | 4      | 5     | 9     |
| 26  | Barbados                         | 0    | 3      | 6     | 9     |
| 26  | El Salvador                      | 0    | 3      | 6     | 9     |
| 28  | Nicaragua                        | 0    | 3      | 5     | 8     |
| 29  | Haiti                            | 0    | 2      | 4     | 6     |
| 30  | Insulele Cayman                  | 0    | 2      | 0     | 2     |
| 31  | Paraguay                         | 0    | 1      | 5     | 6     |
| 32  | Honduras                         | 0    | 1      | 3     | 4     |
| 33  | Bolivia                          | 0    | 1      | 2     | 3     |
| 34  | Grenada                          | 0    | 1      | 1     | 2     |
| 35  | Dominica                         | 0    | 1      | 0     | 1     |
| 36  | Belize                           | 0    | 0      | 2     | 2     |
| 37  | Antigua și Barbuda               | 0    | 0      | 1     | 1     |
| 37  | Sfântul Vincențiu și Grenadinele | 0    | 0      | 1     | 1     |
| 37  | Saint Lucia                      | 0    | 0      | 1     | 1     |
| 40  | Aruba                            | 0    | 0      | 0     | 0     |
| 40  | Insulele Virgine Britanice       | 0    | 0      | 0     | 0     |
| 40  | Saint Kitts și Nevis             | 0    | 0      | 0     | 0     |
|     | Total                            | 3497 | 3477   | 3875  | 10849 |

## Țările participante
| - Insulele Virgine Americane - Antigua și Barbuda - Argentina - Aruba - Bahamas - Barbados - Belize - Bermuda - Bolivia - Brazilia - Insulele Virgine Britanice - Canada - Chile - Columbia | - Costa Rica - Dominica - Republica Dominicană - Ecuador - El Salvador - Grenada - Guatemala - Guyana - Haiti - Honduras - Jamaica - Insulele Cayman - Cuba | - Mexic - Antilele Olandeze - Nicaragua - Panama - Paraguay - Puerto Rico - Sfântul Kitts și Nevis - Sfânta Lucia - Sfântul Vicențiu și Grenadine - Surinam - Trinidad-Tobago - Statele Unite ale Americii - Uruguay - Venezuela |